# Elvenes
Elvenes est une localité du comté de Troms, en Norvège.

## Géographie
Administrativement, Elvenes fait partie de la kommune de Gratangen.